# Україна на літніх юнацьких Олімпійських іграх 2010
Україна взяла участь у літніх юнацьких Олімпійських іграх 2010, що відбулись у Сінгапурі 2010 року.

## Медалісти
| Медаль | Спортсмен          | Вид спорту                      | Дисципліна                           | Дата      |
| ------ | ------------------ | ------------------------------- | ------------------------------------ | --------- |
| Золото | Дарина Зевіна      | Плавання                        | Youth WoЧоловіки 100m Backstroke     | 16 серпня |
| Золото | Андрій Говоров     | Плавання                        | Youth Чоловіки 50m Вільна боротьба   | 18 серпня |
| Золото | Андрій Говоров     | Плавання                        | Youth Чоловіки 50m Butterfly         | 19 серпня |
| Золото | Олександр Сатін    | Гімнастика                      | Чоловіки Trampoline                  | 20 серпня |
| Золото | Олег Степко        | Гімнастика                      | Чоловіки Pommel Horse                | 21 серпня |
| Золото | Олег Степко        | Гімнастика                      | Чоловіки Parallel Bars               | 22 серпня |
| Золото | Ігор Лященко       | Легка атлетика                  | Хлопці' 10000m walk                  | 22 серпня |
| Золото | Катерина Дерун     | Легка атлетика                  | Дівчата' Javelin throw               | 22 серпня |
| Золото | Анастасія Спас     | Сучасне п'ятиборство            | Мікст                                | 24 серпня |
| Золото | Денис Кушніров     | Стрільба                        | 10m Air Pistol Men Junior            | 24 серпня |
| Срібло | Ірина Ромолданова  | Тхеквондо                       | WoЧоловіки 44kg                      | 15 серпня |
| Срібло | Олександр Литвинов | Боротьба                        | Чоловіки Греко-римська боротьба 58kg | 15 серпня |
| Срібло | Наталія Ковальова  | Академічне веслування           | Junior WoЧоловіки Single Sculls      | 18 серпня |
| Срібло | Олег Степко        | Гімнастика                      | Чоловіки Individual All-АРаунд Фінал | 18 серпня |
| Срібло | Дарина Зевіна      | Плавання                        | Youth WoЧоловіки 200m Backstroke     | 19 серпня |
| Срібло | Олег Степко        | Гімнастика                      | Чоловіки Floor Exercise              | 21 серпня |
| Срібло | Анатолій Мельник   | Веслування на байдарках і каное | C1 Head to head Canoe Sprint Men     | 22 серпня |
| Срібло | Олександр Бондар   | Стрибки у воду                  | Youth Чоловіки 3m Springboard        | 22 серпня |
| Срібло | Олександр Бондар   | Стрибки у воду                  | Youth Чоловіки 10m Platform          | 24 серпня |
| Бронза | Карина Станкова    | Боротьба                        | WoЧоловіки Вільна боротьба 70kg      | 16 серпня |
| Бронза | Дарина Зевіна      | Плавання                        | Youth WoЧоловіки 200m Backstroke     | 17 серпня |
| Бронза | Костянтин Рева     | Важка атлетика                  | Чоловіки 85kg                        | 18 серпня |
| Бронза | Максим Домінішин   | Тхеквондо                       | Чоловіки 73kg                        | 18 серпня |
| Бронза | Анастасія Спас     | Сучасне п'ятиборство            | Дівчата' Individual                  | 21 серпня |
| Бронза | Віктор Черниш      | Легка атлетика                  | Хлопці' High Jump                    | 21 серпня |
| Бронза | Ганна Шелех        | Легка атлетика                  | Дівчата' Pole Vault                  | 21 серпня |
| Бронза | Дмитро Атанов      | Дзюдо                           | до 55 кг                             | 21 серпня |
| Бронза | Сергій Куліш       | Стрільба                        | 10m Air Rifle Men Junior             | 22 серпня |
| Бронза | Ганна Александрова | Легка атлетика                  | Дівчата' Triple jump                 | 23 серпня |
| Бронза | Олена Колесніченко | Легка атлетика                  | Дівчата' 400m Hurdles                | 23 серпня |
| Бронза | Оксана Раїта       | Легка атлетика                  | Дівчата' 2000m Steeplechase          | 23 серпня |
| Бронза | Вікторія Потєхіна  | Стрибки у воду                  | Youth WoЧоловіки 3m Springboard      | 23 серпня |
| Бронза | Ксенія Дарчук      | Дзюдо                           | Дівчата' −78kg                       | 23 серпня |
| Бронза | Анатолій Мельник   | Веслування на байдарках і каное | C1 Slalom Men                        | 25 серпня |
| Бронза | Ксенія Дарчук      | Дзюдо                           | Змішана команда                      | 25 серпня |

## Стрільба з лука
Хлопці
| Спортсмен       | Дисципліна             | Попередній раунд | Попередній раунд | Раунд 1/32               | Раунд 1/16         | Чвертьфінали       | Півфінали          | Фінал              | Фінал |
| Спортсмен       | Дисципліна             | Результат        | Місце            | Суперник Результат       | Суперник Результат | Суперник Результат | Суперник Результат | Суперник Результат | Місце |
| --------------- | ---------------------- | ---------------- | ---------------- | ------------------------ | ------------------ | ------------------ | ------------------ | ------------------ | ----- |
| Віталій Комонюк | Індивідуальна першість | 610              | 18               | Мюллер (SUI) Поразка 2-6 | Не пройшов         | Не пройшов         | Не пройшов         | Не пройшов         | 17    |

Дівчата
| Спортсмен          | Дисципліна             | Попередній раунд | Попередній раунд | Раунд 1/32                       | Раунд 1/16            | Чвертьфінали       | Півфінали          | Фінал              | Фінал |
| Спортсмен          | Дисципліна             | Очки             | Seed             | Суперник Результат               | Суперник Результат    | Суперник Результат | Суперник Результат | Суперник Результат | Місце |
| ------------------ | ---------------------- | ---------------- | ---------------- | -------------------------------- | --------------------- | ------------------ | ------------------ | ------------------ | ----- |
| Lidiia Sichenikova | Індивідуальна першість | 627              | 7                | Параскевополо (GRE) Перемога 6-0 | Сон (CHN) Поразка 3-7 | Не пройшов         | Не пройшов         | Не пройшов         | 9     |

Змішана команда
| Спортсмен        | Дисципліна      | Партнер              | Раунд 1/32                           | Раунд 1/16         | Чвертьфінали       | Півфінали          | Фінал              | Фінал |
| Спортсмен        | Дисципліна      | Партнер              | Суперник Результат                   | Суперник Результат | Суперник Результат | Суперник Результат | Суперник Результат | Місце |
| ---------------- | --------------- | -------------------- | ------------------------------------ | ------------------ | ------------------ | ------------------ | ------------------ | ----- |
| Віталій Комонюк  | Змішана команда | Ервына Сафытры (INA) | Камель (EGY)/ Овер (NED) Поразка 5-6 | Не пройшли         | Не пройшли         | Не пройшли         | Не пройшли         | 17    |
| Лідія Січенікова | Змішана команда | Ben Chu (USA)        | Божич (SLO)/ Нотт (AUS) Поразка 5-6  | Не пройшов         | Не пройшов         | Не пройшов         | Не пройшов         | 17    |

## Легка атлетика

### Хлопці
Трекові і шосейні дисципліни
| Спортсмени         | Дисципліна        | Кваліфікація | Кваліфікація | Фінал     | Фінал |
| Спортсмени         | Дисципліна        | Результат    | Місце        | Результат | Місце |
| ------------------ | ----------------- | ------------ | ------------ | --------- | ----- |
| В'ячееслав Швидкий | 110 м з бар'єрами | 14.36        | 11 qB        | 13.93     | 10    |
| Ігор Лященко       | Ходьба на 10 км   |              |              | 42:43.93  |       |

Технічні дисципліни
| Спортсмени         | Дисципліна        | Кваліфікація | Кваліфікація | Фінал     | Фінал |
| Спортсмени         | Дисципліна        | Результат    | Місце        | Результат | Місце |
| ------------------ | ----------------- | ------------ | ------------ | --------- | ----- |
| Дмитро Островський | Штовхання ядра    | 17.71        | 13 qB        | 17.47     | 14    |
| Юрій Кушнірук      | Метання списа     | 68.77        | 10 qB        | 70.94     | 10    |
| Сергій Регеда      | Метання молота    | 66.02        | 11 qB        | NM        | NM    |
| Вадим Адамчук      | Стрибки у довжину | 7.02         | 11 qB        | 7.12      | 9     |
| Євген Строкан      | Потрійний стрибок | 15.92        | 2 Q          | 15.71     | 4     |
| Віктор Черниш      | Стрибки у висоту  | 2.10         | 1 Q          | 2.17      |       |

### Дівчата
Трекові і шосейні дисципліни
| Спортсмени         | Дисципліна           | Кваліфікація | Кваліфікація | Фінал     | Фінал |
| Спортсмени         | Дисципліна           | Результат    | Місце        | Результат | Місце |
| ------------------ | -------------------- | ------------ | ------------ | --------- | ----- |
| Анастасія Ткачук   | 1000 м               | 2:43.55      | 1 Q          | 2:45.96   | 4     |
| Олена Колесниченко | 400 м з бар'єрами    | 59.58        | 4 Q          | 59.25     |       |
| Оксана Раїта       | 2000 м з перешкодами | 6:52.36      | 3 Q          | 6:41.49   |       |
| Аліна Гальченко    | Ходьба на 5 км       |              |              | 22:47.89  | 6     |

Технічні дисципліни
| Спортсмени         | Дисципліна         | Кваліфікація | Кваліфікація | Фінал     | Фінал |
| Спортсмени         | Дисципліна         | Результат    | Місце        | Результат | Місце |
| ------------------ | ------------------ | ------------ | ------------ | --------- | ----- |
| Катерина Дерун     | Метання списа      | 48.32        | 6 Q          | 54.59     |       |
| Ганна Александрова | Потрійний стрибок  | 12.49        | 3 Q          | 12.64     |       |
| Ганна Шелех        | Стрибки з жердиною | 3.90         | 1 Q          | 4.20      |       |

## Бадмінтон
Дівчата
| Спортсмен       | Дисципліна              | Group Stage                            | Group Stage                         | Group Stage                         | Group Stage | Knock-Out Stage | Knock-Out Stage | Knock-Out Stage | Knock-Out Stage |
| Спортсмен       | Дисципліна              | Матч 1                                 | Матч 2                              | Матч 3                              | Місце       | Чвертьфінал     | Півфінал        | Фінал           | Місце           |
| --------------- | ----------------------- | -------------------------------------- | ----------------------------------- | ----------------------------------- | ----------- | --------------- | --------------- | --------------- | --------------- |
| Єлизавета Жарка | Жінки. Одиночний розряд | Фукуман (JPN) Поразка 0-2 (8-21, 8-21) | Ву (VIE) Поразка 0-2 (16-21, 14-21) | Чое (KOR) Поразка 0-2 (6-21, 11-21) | 4           | Не пройшла      | Не пройшла      | Не пройшла      |                 |

## Бокс
Хлопці
| Спортсмен        | Дисципліна  | Попередній раунд                    | Півфінали                            | Фінал                                                    | Місце |
| ---------------- | ----------- | ----------------------------------- | ------------------------------------ | -------------------------------------------------------- | ----- |
| Олег Неклюдов    | До 64 кг    |                                     | Ričardas Kuncaitis (LTU) Поразка 4-5 | Поєдинок за третє місце Фаб'ян Майдана (ARG) Поразка wd  | 4     |
| Олександр Скорий | Понад 91 кг | Тоні Йока (FRA) Поразка RSC R2 2:58 | Не пройшов                           | Бій за 5-е місце Алексіос Зарнтяшвілі (GRE) Перемога w/o | 5     |

## Веслування на байдарках і каное
Хлопці
| Спортсмен          | Дисципліна                | Час Trial | Час Trial | Раунд 1                                  | Раунд 2 (Rep) | Раунд 3                               | Раунд 4                                | Раунд 5                                  | Фінал                                  | Місце |
| Спортсмен          | Дисципліна                | Час       | Місце     | Раунд 1                                  | Раунд 2 (Rep) | Раунд 3                               | Раунд 4                                | Раунд 5                                  | Фінал                                  | Місце |
| ------------------ | ------------------------- | --------- | --------- | ---------------------------------------- | ------------- | ------------------------------------- | -------------------------------------- | ---------------------------------------- | -------------------------------------- | ----- |
| Анатолій Мельник   | слалом, каное-одиночки    | 1:47.62   | 4         | Карденас (CUB) Перемога 1:48.41-1:56.59  |               | Ліфері (ROU) Перемога 1:45.61-1:56.69 | Куцев (AZE) Перемога 1:48.36-1:59.31   | Ван (CHN) Поразка 1:53.81-1:36.60        | Деніелс (CAN) Перемога 1:44.36-1:46.77 |       |
| Анатолій Мельник   | спринт, каное-одиночки    | 1:44.89   | 4         | Бабаян (ARM) Перемога 1:46.61-2:22.00    |               | Буріса (CRO) Перемога 1:45.84-2:01.89 | Тігану (MDA) Перемога 1:50.25-1:50.57  | Кастанеда (MEX) Перемога 1:51.11-1:51.20 | Карденас (CUB) Поразка 1:51.17-1:48.37 |       |
| Василь Зельниченко | слалом, байдарки-одиночки | 1:36.28   | 8         | Клашніков (RUS) Перемога 1:38.25-1:47.38 |               | Гарсія (ESP) Перемога 1:36.90-1:43.32 | Прскавец (CZE) Поразка 1:39.04-1:29.19 | Не пройшов                               | Не пройшов                             |       |
| Василь Зельниченко | спринт, байдарки-одиночки | 1:33.31   | 7         | Стровман (RSA) Перемога 1:32.91-1:39.46  |               | Суткус (LTU) Перемога 1:35.63-DNF     | Толка (HUN) Поразка 1:34.05-1:32.18    | Не пройшов                               | Не пройшов                             |       |

Дівчата
| Спортсмен        | Дисципліна                | Час Trial | Час Trial | Раунд 1                                  | Раунд 2 (Rep) | Раунд 3                                    | Раунд 4    | Раунд 5    | Фінал      |
| Спортсмен        | Дисципліна                | Час       | Місце     | Раунд 1                                  | Раунд 2 (Rep) | Раунд 3                                    | Раунд 4    | Раунд 5    | Фінал      |
| ---------------- | ------------------------- | --------- | --------- | ---------------------------------------- | ------------- | ------------------------------------------ | ---------- | ---------- | ---------- |
| Mariya Kichasova | слалом, байдарки-одиночки | 1:53.59   | 11        | Педросо (POR) Перемога 1:48.71-1:53.90   |               | Денголлендер (CAN) Поразка 1:48.55-1:42.85 | Не пройшов | Не пройшов | Не пройшов |
| Mariya Kichasova | спринт, байдарки-одиночки | 1:46.77   | 9         | Віллюмсен (DEN) Перемога 1:46.75-1:48.65 |               | Петерс (BEL) Поразка 1:46.00-1:43.27       | Не пройшов | Не пройшов | Не пройшов |

## Стрибки у воду
Хлопці
| Спортсмен        | Дисципліна        | Попередній раунд | Попередній раунд | Фінал  | Фінал |
| Спортсмен        | Дисципліна        | Очки             | Місце            | Очки   | Місце |
| ---------------- | ----------------- | ---------------- | ---------------- | ------ | ----- |
| Олександр Бондар | Трамплін, 3 метри | 556.65           | 2 Q              | 565.35 |       |
| Олександр Бондар | Вишка, 10 метрів  | 563.55           | 2 Q              | 605.55 |       |

Дівчата
| Спортсмен         | Дисципліна        | Попередній раунд | Попередній раунд | Фінал  | Фінал |
| Спортсмен         | Дисципліна        | Очки             | Місце            | Очки   | Місце |
| ----------------- | ----------------- | ---------------- | ---------------- | ------ | ----- |
| Вікторія Потєхіна | Трамплін, 3 метри | 388.55           | 5 Q              | 433.55 |       |
| Вікторія Потєхіна | Вишка, 10 метрів  | 383.20           | 6 Q              | 385.95 | 6     |

## Фехтування
Груповий етап
| Спортсмен     | Дисципліна                               | Матч 1                    | Матч 2                    | Матч 3                       | Матч 4                      | Матч 5                    | Матч 6                   | Seed |
| ------------- | ---------------------------------------- | ------------------------- | ------------------------- | ---------------------------- | --------------------------- | ------------------------- | ------------------------ | ---- |
| Роман Свічкар | Шпага, індивідуальна першість (чоловіки) | Жакупов (KAZ) Поразка 2-5 | Фічера (ITA) Перемога 5-4 | Крук (POL) Поразка 2-5       | Меларагно (BRA) Поразка 4-5 | Салех (EGY) Поразка 2-5   |                          | 11   |
| Аліна Комащук | Шабля, індивідуальна першість (жінки)    | Мерза (USA) Перемога 5-4  | Ван (CHN) Перемога 5-3    | Ньябілеке (COD) Перемога 5-2 | Муч (GER) Поразка 0-5       | Гілвія (IRQ) Перемога 5-0 | Ватор (POL) Перемога 5-3 | 2    |

Knock-Out Stage
| Спортсмен | Дисципліна                               | Раунд 1/16                  | Чвертьфінали               | Півфінали                         | Фінал                          | Місце |
| --- | ---------------------------------------- | --------------------------- | -------------------------- | --------------------------------- | ------------------------------ | ----- |
| Роман Свічкар | Шпага, індивідуальна першість (чоловіки) | Жакупов (KAZ) Поразка 14-15 | Не пройшов                 | Не пройшов                        | Не пройшов                     | 12    |
| Аліна Комащук | Шабля, індивідуальна першість (жінки)    |                             | Бодад (FRA) Перемога 15-10 | Егорян (RUS) Поразка 14-15        | Муч (GER) Поразка 13-15        | 4     |
| Europe 3 Аліна Комащук (UKR) Тоаш Крук (POL) Дора Лупковіч (HUN) Михаїл Акула (BLR) Юлія Бахарева (RUS) Кирилл Лічагін (RUS) | Змішана команда                          |                             | Americas 1 Поразка 28-30   | 5th-8th Americas 2 Перемога 30-23 | 5th-6th Europe 4 Поразка 29-30 | 6     |

## Гімнастика

### Спортивна гімнастика
Хлопці
| Спортсмен   | Дисципліна           | Вільні вправи | Вільні вправи | Кінь   | Кінь  | Кільця | Кільця | Опорний стрибок | Опорний стрибок | Бруси  | Бруси | Поперечина | Поперечина | Всього | Всього |
| Спортсмен   | Дисципліна           | Очки          | Місце         | Очки   | Місце | Очки   | Місце  | Очки            | Місце           | Очки   | Місце | Очки       | Місце      | Очки   | Місце  |
| ----------- | -------------------- | ------------- | ------------- | ------ | ----- | ------ | ------ | --------------- | --------------- | ------ | ----- | ---------- | ---------- | ------ | ------ |
| Олег Степко | Кваліфікація, хлопці | 14.400        | 3 Q           | 14.550 | 1 Q   | 14.050 | 5 Q    | 15.700          | 6 Q             | 14.300 | 3 Q   | 13.800     | 9          | 86.800 | 3 Q    |
| Олег Степко | Абсолютна першість   | 14.150        | 3             | 13.300 | 8     | 14.000 | 4      | 15.550          | 6               | 14.450 | 2     | 13.900     | 4          | 85.350 |        |

| Спортсмен   | Дисципліна       | Очки   | Місце |
| ----------- | ---------------- | ------ | ----- |
| Олег Степко | Вільні вправи    | 14.500 |       |
| Олег Степко | Кінь             | 13.950 |       |
| Олег Степко | Кільця           | 13.975 | 4     |
| Олег Степко | Опорний стрибок  | 14.425 | 8     |
| Олег Степко | Паралельні бруси | 14.400 |       |

Дівчата
| Спортсмен       | Дисципліна             | Опорний стрибок | Опорний стрибок | Бруси  | Бруси | Колода | Колода | Вільні вправи | Вільні вправи | Всього | Всього |
| Спортсмен       | Дисципліна             | Очки            | Місце           | Очки   | Місце | Очки   | Місце  | Очки          | Місце         | Очки   | Місце  |
| --------------- | ---------------------- | --------------- | --------------- | ------ | ----- | ------ | ------ | ------------- | ------------- | ------ | ------ |
| Аліна Кравченко | Кваліфікація, дівчата  | 13.100          | 25              | 12.650 | 13    | 13.500 | 10 Q   | 12.150        | 23            | 51.400 | 12 Q   |
| Аліна Кравченко | Вільні вправи, дівчата | 13.250          | 16              | 11.700 | 15    | 11.950 | 17     | 11.250        | 18            | 48.150 | 17     |

| Спортсмен       | Дисципліна | Очки   | Місце |
| --------------- | ---------- | ------ | ----- |
| Аліна Кравченко | Колода     | 12.800 | 6     |

### Художня гімнастика
Індивідуальні змагання
| Спортсмен           | Дисципліна    | Кваліфікація | Кваліфікація | Кваліфікація | Кваліфікація | Кваліфікація | Кваліфікація | Фінал   | Фінал  | Фінал  | Фінал  | Фінал  | Фінал |
| Спортсмен           | Дисципліна    | Стрічка      | Обруч        | М'яч         | Булави       | Всього       | Місце        | Стрічка | Обруч  | М'яч   | Булави | Всього | Місце |
| ------------------- | ------------- | ------------ | ------------ | ------------ | ------------ | ------------ | ------------ | ------- | ------ | ------ | ------ | ------ | ----- |
| Вікторія Шинкаренко | Вільні справи | 23.725       | 23.425       | 22.825       | 22.400       | 92.375       | 7 Q          | 23.175  | 22.325 | 22.050 | 23.450 | 91.000 | 8     |

### Стрибки на батуті
| Спортсмен       | Дисципліна        | Кваліфікація | Кваліфікація | Кваліфікація | Кваліфікація | Фінал      | Фінал      |
| Спортсмен       | Дисципліна        | Routine 1    | Routine 2    | Всього       | Місце        | Routine 1  | Місце      |
| --------------- | ----------------- | ------------ | ------------ | ------------ | ------------ | ---------- | ---------- |
| Олександр Сатін | Стрибки на батуті | 28.100       | 40.200       | 68.300       | 2 Q          | 41.000     |            |
| Діана Ключник   | Стрибки на батуті | 22.900       | 34.100       | 57.000       | 9            | Не пройшла | Не пройшла |

## Файл:Дзюдо pictogram.svgДзюдо
Індивідуальні змагання
| Спортсмен      | Дисципліна      | Раунд 1              | Раунд 2                         | Раунд 3              | Півфінали                                 | Фінал                                            | Місце |
| Спортсмен      | Дисципліна      | Opposition Результат | Opposition Результат            | Opposition Результат | Opposition Результат                      | Opposition Результат                             | Місце |
| -------------- | --------------- | -------------------- | ------------------------------- | -------------------- | ----------------------------------------- | ------------------------------------------------ | ----- |
| Дмитро Антанов | -55 кг          | BYE                  | Пулкрабек (CZE) Поразка 001-020 |                      | Втішний бій Basile (ITA) Перемога 001-000 | Бій за третє місце Subash (IND) Перемога 100-000 |       |
| Ксенія Дарчук  | Дівчата' −78 kg | BYE                  | Калдерон (GUA) Перемога 010-000 |                      | Kubin (GER) Поразка 000-101               | Бій за третє місце Туба (SRB) Перемога 100-001   |       |

Команда
| Команда | Дисципліна      | Раунд 1              | Раунд 2                     | Півфінали            | Фінал                | Місце |
| Команда | Дисципліна      | Opposition Результат | Opposition Результат        | Opposition Результат | Opposition Результат | Місце |
| --- | --------------- | -------------------- | --------------------------- | -------------------- | -------------------- | ----- |
| Нью-Йорк Кейтлін Бойссо (USA) Дмитро Атанов (UKR) Юланда Бакай (ALB) Метью Марсія Мачадо (BRA) Ділара Інкедаї (TUR) Генадій Претіватій (MDA) Міліса Савіч (BIH) Матея Глушак (SRB) | Змішана команда | BYE                  | Tokyo Поразка 4-4 (2-3)     | Не пройшов           | Не пройшов           | 5     |
| Токіо Seul Bi Bae (KOR) Fabio Basile (ITA) Gaelle Nemorin (MRI) Patrik Ferreira Martins (AND) Rotem Shor (ISR) Кевін Фернандез (HON) Ксенія Дарчук (UKR) Batuhan Efemgil (TUR)     | Змішана команда | Paris Перемога 5-3   | New York Перемога 4-4 (3-2) | Belgrade Поразка 3-5 | Не пройшов           |       |

## Сучасне п'ятиборство
| Спортсмен                               | Дисципліна           | Фехтування (шпага, один дотик) | Фехтування (шпага, один дотик) | Фехтування (шпага, один дотик) | Плавання (200 м вільним стилем) | Плавання (200 м вільним стилем) | Плавання (200 м вільним стилем) | Комбіновано: біг/стрільба (3000 м/лазерний пістолет) | Комбіновано: біг/стрільба (3000 м/лазерний пістолет) | Комбіновано: біг/стрільба (3000 м/лазерний пістолет) | Всього очок | Фінальне місце |
| Спортсмен                               | Дисципліна           | Результат                      | Місце                          | Очки                           | Час                             | Місце                           | Очки                            | Час                                                  | Місце                                                | Очки                                                 | Всього очок | Фінальне місце |
| --------------------------------------- | -------------------- | ------------------------------ | ------------------------------ | ------------------------------ | ------------------------------- | ------------------------------- | ------------------------------- | ---------------------------------------------------- | ---------------------------------------------------- | ---------------------------------------------------- | ----------- | -------------- |
| Юрій Федечко                            | Індивідуальний залік | 12-11                          | 7                              | 840                            | 2:08.19                         | 8                               | 1264                            | 11:38.74                                             | 14                                                   | 2208                                                 | 4312        | 12             |
| Анастасія Спас                          | Індивідуальний залік | 16-7                           | 3                              | 1000                           | 2:20.62                         | 4                               | 1116                            | 12:43.95                                             | 6                                                    | 1948                                                 | 4064        |                |
| Валері Лім (SIN) Юрій Федечко (UKR)     | Мікст                | 36-56                          | 21                             | 720                            | 2:04.24                         | 8                               | 1312                            | 15:13.54                                             | 2                                                    | 2428                                                 | 4460        | 7              |
| Анастасія Спас (UKR) Ілля Шугаров (RUS) | Мікст                | 63-29                          | 1                              | 990                            | 2:02.25                         | 4                               | 1336                            | 15:42.32                                             | 9                                                    | 2312                                                 | 4638        |                |

## Академічне веслування
| Спортсмен         | Дисципліна             | Зайїзди | Зайїзди | Втішні заїзди | Втішні заїзди | Півфінали | Півфінали | Фінал   | Фінал | Підсумкове місце |
| Спортсмен         | Дисципліна             | Час     | Місце   | Час           | Місце         | Час       | Місце     | Час     | Місце | Підсумкове місце |
| ----------------- | ---------------------- | ------- | ------- | ------------- | ------------- | --------- | --------- | ------- | ----- | ---------------- |
| Юрій Іванов       | Хлопці' Single Sculls  | 3:25.07 | 2 QR    | 3:33.14       | 1 QA/B        | 3:28.11   | 3 QA      | 3:27.98 | 6     | 6                |
| Наталія Ковальова | Дівчата' Single Sculls | 3:48.47 | 3 QR    | 3:55.98       | 1 QA/B        | 3:53.58   | 2 QA      | 3:44.63 | 2     |                  |

## Вітрильний спорт
One Person Dinghy
| Спортсмен        | Дисципліна | Заплив | Заплив | Заплив | Заплив | Заплив | Заплив | Заплив | Заплив | Заплив | Заплив | Заплив | Заплив | Очки | Місце |
| Спортсмен        | Дисципліна | 1      | 2      | 3      | 4      | 5      | 6      | 7      | 8      | 9      | 10     | 11     | M*     | Очки | Місце |
| ---------------- | ---------- | ------ | ------ | ------ | ------ | ------ | ------ | ------ | ------ | ------ | ------ | ------ | ------ | ---- | ----- |
| Бабич Бабич      | Byte CII   | 21     | 13     | 15     | 8      | 10     | 24     | 2      | 7      | 1      | 8      | 4      | 4      | 72   | 5     |
| Sofiia Larycheva | Byte CII   | 18     | 15     | 4      | 17     | 7      | 17     | 17     | OCS    | 19     | 7      | 7      | 7      | 116  | 14    |

## Стрільба
Pistol
| Спортсмен      | Дисципліна                  | Кваліфікація | Кваліфікація | Фінал | Фінал  | Фінал |
| Спортсмен      | Дисципліна                  | Очки         | Місце        | Очки  | Всього | Місце |
| -------------- | --------------------------- | ------------ | ------------ | ----- | ------ | ----- |
| Денис Кушніров | Пневматичний пістолет, 10 м | 578          | 1 Q          | 98.3  | 676.3  |       |

Гвинтівка
| Спортсмен    | Дисципліна                  | Кваліфікація | Кваліфікація | Фінал | Фінал  | Фінал |
| Спортсмен    | Дисципліна                  | Очки         | Місце        | Очки  | Всього | Місце |
| ------------ | --------------------------- | ------------ | ------------ | ----- | ------ | ----- |
| Сергій Куліш | Пневматична гвинтівка, 10 м | 591          | 3 Q          | 101.8 | 692.8  |       |

## Плавання
| Спортсмени     | Дисципліна           | Heat    | Heat     | Півфінал   | Півфінал   | Фінал      | Фінал      |            |            |
| Спортсмени     | Дисципліна           | Час     | Position | Час        | Position   | Час        | Position   |            |            |
| -------------- | -------------------- | ------- | -------- | ---------- | ---------- | ---------- | ---------- | ---------- | ---------- |
| Андрій Говоров | 50 м вільним стилем  | 22.62   | 1 Q      | 22.27      | 1 Q        | 22.35      |            |            |            |
| Андрій Говоров | 100 м вільним стилем | 56.15   | 44       | Не пройшов | Не пройшов | Не пройшов | Не пройшов |            |            |
| Андрій Говоров | 50 м батерфляєм      | 23.67   | 1 Q      | 23.46      | 1 Q        | 23.64      |            |            |            |
| Андрій Ковбаса | 50 м на спині        |         |          | 26.48      | 3 Q        | 26.58      | 5          |            |            |
| Андрій Ковбаса | 100 м на спині       | 57.96   | 11 Q     | 57.35      | 7 Q        | 56.93      | 7          |            |            |
| Андрій Ковбаса | 200 м на спині       | 2:07.11 | 12       |            |            | Не пройшов | Не пройшов | Не пройшов | Не пройшов |
| Дарина Зевіна  | 50 м на спині        | 29.79   | 4 Q      | 29.51      | 2 Q        | 29.34      |            |            |            |
| Дарина Зевіна  | 100 м на спині       | 1:02.55 | 2 Q      | 1:02.57    | 1 Q        | 1:01.51    |            |            |            |
| Дарина Зевіна  | 200 м на спині       | 2:15.12 | 4 Q      |            |            | 2:12.31    |            |            |            |

## Теніс
Singles
| Спортсмен       | Дисципліна       | Раунд 1                                     | Раунд 2                                      | Чвертьфінали | Півфінали  | Фінал      | Місце |
| --------------- | ---------------- | ------------------------------------------- | -------------------------------------------- | ------------ | ---------- | ---------- | ----- |
| Еліна Світоліна | Дівчата' Singles | Friedsam (GER) Перемога 2-1 (6-2, 4-6, 6-1) | Gavrilova (RUS) Поразка 0-2 (2-6, 3-6)       | Не пройшов   | Не пройшов | Не пройшов |       |
| Софія Ковалець  | Дівчата' Singles | Babos (HUN) Поразка 0-2 (1-6, 2-6)          | Consolation Radulovic (MNE) Поразка 0-2 (wd) | Не пройшов   | Не пройшов | Не пройшов |       |

Doubles
| Спортсмен                                  | Дисципліна       | Раунд 1                                                   | Чвертьфінали                                            | Півфінали  | Фінал      | Місце |
| ------------------------------------------ | ---------------- | --------------------------------------------------------- | ------------------------------------------------------- | ---------- | ---------- | ----- |
| Софія Ковалець (UKR) Еліна Світоліна (UKR) | Дівчата' Doubles | Royg (PAR) Ескеназі (ARG) Перемога 2-1 (6-2, 4-6, [10-5]) | Gavrilova (RUS) Putintseva (RUS) Поразка 0-2 (4-6, 4-6) | Не пройшов | Не пройшов |       |

## Тхеквондо
| Спортсмен         | Дисципліна     | Попередній раунд                  | Чвертьфінал                           | Півфінал                            | Фінал                               | Місце |
| ----------------- | -------------- | --------------------------------- | ------------------------------------- | ----------------------------------- | ----------------------------------- | ----- |
| Максим Домінішин  | Хлопці' −73kg  | BYE                               | Tahir Gulec (GER) Перемога 12-8       | Jin Hak Kim (KOR) Поразка 4-6       | Не пройшов                          |       |
| Ірина Ромолданова | Дівчата' −44kg | Марія Сильвія (TLS) Перемога 12-0 | Сара Садек (BRN) Перемога RSC R1 0:16 | Шукрона Шаріфова (TJK) Перемога 3-0 | Анастасія Валуєва (RUS) Поразка 1-7 |       |

## Тріатлон
Чоловіки
| Спортсмен      | Дисципліна | Плавання (1.5 км) | Trans 1 | Велосипед (40 км) | Trans 2 | Біг (10 км) | Всього   | Місце |
| -------------- | ---------- | ----------------- | ------- | ----------------- | ------- | ----------- | -------- | ----- |
| Андрій Сіренко | Individual | 9:04              | 0:29    | 29:39             | 0:24    | 18:09       | 57:45.67 | 19    |

Mixed
| Спортсмен                                                                          | Дисципліна                     | Весь час спортсмена (Плавання 250 м, Велосипед 7 км, Біг 1.7 км) | Всього Group Час | Місце |
| ---------------------------------------------------------------------------------- | ------------------------------ | ---------------------------------------------------------------- | ---------------- | ----- |
| Шарлота Ділдейл (BEL) Андрій Сіренко (UKR) Ракель Марфа Роча (POR) Діего Паз (ESP) | Змішана команда Relay Europe 5 | 20:48 19:26 23:05 20:30                                          | 1:23:49.96       | 10    |

## Важка атлетика
| Спортсмен      | Дисципліна     | Snatch | Clean & Jerk | Всього | Місце |
| -------------- | -------------- | ------ | ------------ | ------ | ----- |
| Костянтин Рева | Хлопці' 85kg   | 145    | 175          | 320    |       |
| Тетяна Сирота  | Дівчата' +63kg | 89     | 113          | 202    | 7     |

## Боротьба
Вільна боротьба
| Спортсмен       | Дисципліна    | Pools                               | Pools | Фінал                                                            | Місце |
| Спортсмен       | Дисципліна    | Groups                              | Місце | Фінал                                                            | Місце |
| --------------- | ------------- | ----------------------------------- | ----- | ---------------------------------------------------------------- | ----- |
| Карина Станкова | Дівчата' 70kg | Nemeth (HUN) Перемога Туше (3-0)    | 2     | Поєдинок за третє місце Kushkenova (KAZ) Перемога 2-0 (8-0, 5-1) |       |
| Карина Станкова | Дівчата' 70kg | Kuenz (AUT) Перемога 2-0 (1-0, 3-0) | 2     | Поєдинок за третє місце Kushkenova (KAZ) Перемога 2-0 (8-0, 5-1) |       |
| Карина Станкова | Дівчата' 70kg | Yeats (CAN) Поразка 0-2 (1-3, 0-1)  | 2     | Поєдинок за третє місце Kushkenova (KAZ) Перемога 2-0 (8-0, 5-1) |       |

Греко-римська боротьба
| Спортсмен          | Дисципліна   | Pools                                          | Pools | Фінал                                                              | Місце |
| Спортсмен          | Дисципліна   | Groups                                         | Місце | Фінал                                                              | Місце |
| ------------------ | ------------ | ---------------------------------------------- | ----- | ------------------------------------------------------------------ | ----- |
| Oleksiy Zhabskyy   | Хлопці' 42kg | Bazarov (AZE) Поразка 0-2 (0-7, 0-4)           | 2     | Поєдинок за третє місце Baimaganbetov (KAZ) Поразка 0-2 (0-2, 1-7) | 4     |
| Oleksiy Zhabskyy   | Хлопці' 42kg | Пілей (ECU) Перемога Туше (7-1, 3-1)           | 2     | Поєдинок за третє місце Baimaganbetov (KAZ) Поразка 0-2 (0-2, 1-7) | 4     |
| Олександр Литвинов | Хлопці' 58kg | Сулейманов (RUS) Перемога 2-1 (0-7, 1-0, 1-0)  | 1     | Аматов (MGL) Поразка Туше (0-2, 0-5)                               |       |
| Олександр Литвинов | Хлопці' 58kg | Грегорі (RSA) Перемога 2-1 (2-0, 3-4, 2-1)     | 1     | Аматов (MGL) Поразка Туше (0-2, 0-5)                               |       |
| Олександр Литвинов | Хлопці' 58kg | Камарілло (MEX) Перемога 2-1 (0-2, 1+-1, 1+-1) | 1     | Аматов (MGL) Поразка Туше (0-2, 0-5)                               |       |